# (4188) Китеж
(4188) Китеж (лат. Kitezh) — является астероидом главного пояса, принадлежащий к спектральному классу V. Астероид открыт 25 апреля 1979 года советским астрономом Николаем Черных в Крымской астрофизической обсерватории и назван в честь града Китежа, города, находящегося согласно легенде в северной части Нижегородской области около села Владимирского на берегах озера Светлояр у реки Люнда.

Орбита астероида Китеж и его положение в Солнечной системе